# Un été amoureux
Pour plus de détails, voir Fiche technique et Distribution.
Un été amoureux est un téléfilm français de Jacques Otmezguine, sorti en 2002.

## Synopsis
Lucile (Micky Sébastian), la quarantaine ne vit plus que pour l'amour fusionnel qu'elle porte à son fils Thomas (Jean-Paul Moncorgé). Mais en plein été à Marseille, celui-ci tombe amoureux de la jeune Juliette (Anne-Laure Balbir)...

## Fiche technique
- Titre : Un été amoureux
- Réalisation : Jacques Otmezguine
- Scénario : Marie-Luce David
- Image :
- Musique originale : Roland Romanelli
- Production : Jean-Michel Nakache pour Lisa productions
- Pays d'origine : France
- Durée : 95 minutes
- Date de sortie : 2002 (FR)
- Format :

## Distribution
- Alka Balbir : Juliette
- Jean-Paul Moncorgé : Thomas
- Micky Sébastian : Lucile
- Vincent Winterhalter : Simon
- Alban Ivanoff : Frédo
- Stéphanie Fatout : Fabienne
- Georges Neri